# Юлленъельм, Карл Карлссон
Карл Карлссон Юлленъельм (швед. Carl Carlsson Gyllenhielm; 4 марта 1574, Хельгона — 7 марта 1650, Сольна) — шведский военачальник и государственный деятель, фельдмаршал, барон.

## Биография
Незаконнорожденный сын герцога Карла (впоследствии короля Карла IX) и Карин Нильсдоттер, дочери священника из Эстергётланда.
Участвовал в польско-шведской войне. В 1601 году при осаде Вольмара попал в плен, где оставался в течение 12 лет, до 1613 года. В 1616 году назначен фельдмаршалом, в 1617 — членом риксрода. В 1617—1620 годах — генерал-губернатором Ингерманландии и Кексгольмского лена, с 1620 года — риксадмирал. В 1633—1634 — член регентского совета во время малолетства королевы Кристины.
В 1615 году получил в приданое деревню Huseby, где организовал производство железа, остававшееся центром шведской железоделательной промышленности в течение трёх веков.
В 1620-х купил три деревни, располагавшиеся на территории нынешней коммуны Сольна, и в 1630-х на их месте начал строительство своей усадьбы, дворца Карлберг (швед. Karlbergs slott från Stadshagen), который после ряда перестроек в последующие эпохи стал одной из достопримечательностей Стокгольма. В настоящее время во дворце располагается Военная академия Карлберг.